# Corly Verlooghen

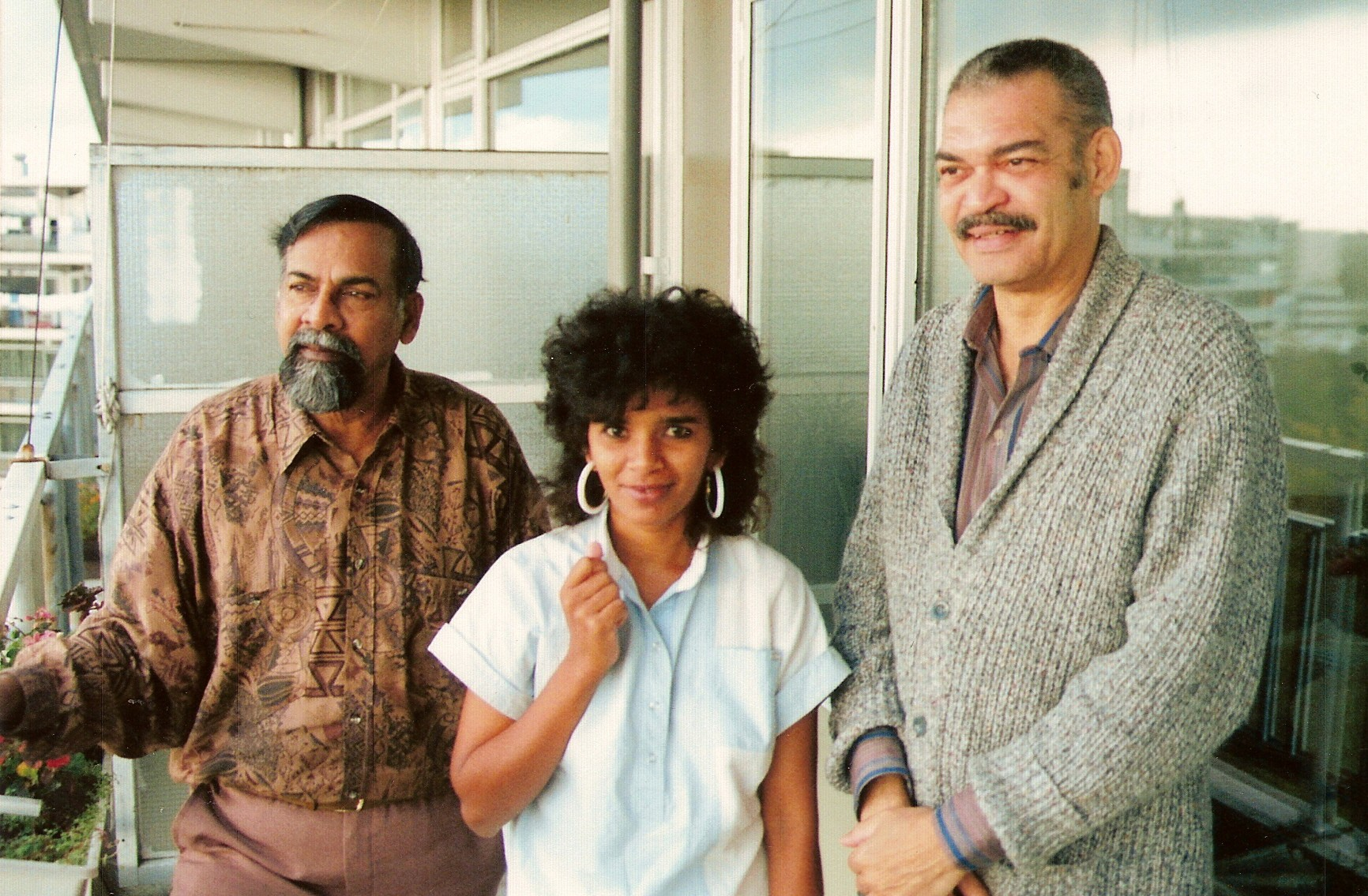
Corly Verlooghen (rechts), met Cándani (midden) en Shrinivási

Corly Verlooghen (Paramaribo, 14 september 1932 - Amsterdam, 2 oktober 2019), pseudoniem van Rudi Ronald Bedacht (hijzelf schreef veelal: Rudy), was een Surinaams dichter, schrijver, journalist en muziekpedagoog.

## Leven en werk
Corly Verlooghen debuteerde met de bundel Kans op onweer (1959). In zijn poëzie betoont hij zich afwisselend een sterk geëngageerd dichter, anti-kolonialistisch, en een uitermate sensitief lyricus, soms zelfs een pure taalvirtuoos als in het bundeltje Oe (1962). In zijn zoeken naar verwoording van een zelfbewust Surinamerschap hoorde hij tot de talentvolsten: Jachtgebied (1961), Dans op de vuurgrens (1961), later in Nederland De held van Guyana (1965), De glinsterende revolutie (1970), Luister meneer de president (1975). De bundel Juich maar niet te vroeg (1979) is aIs geheel misschien zijn beste, sterk contemplatief-filosofisch. Kwetsbaar in de tijd; gedichten 1980-1994, gepubliceerd in 1994 onder de naam Rudy Bedacht, trok die lijn door. De roman De leba is gevangen (1977) beschrijft hoe mensen van verschillende nationaliteit zich staande proberen te houden in een van seks en materialisme doordrenkt Stockholm. Artistiek is het boek een mislukking. Corly Verlooghen/ Rudy Bedacht schreef verschillende muziekboeken en was als muziekdocent werkzaam in Nederland, Zweden, Panama, Suriname en op Bonaire. Als musicus componeerde hij een nieuw Europees volkslied, dat echter weinig gewicht had tegenover Beethovens Ode an die Freude. Op zijn naam staan veel andere muziekcomposities voor gitaar en leerboeken voor gitaar-spelen en algemene muziekleer. Verlooghen vertaalde literair werk van Artur Lundkvist en Theodor Kallifatides.
Bedacht was ereburger van Panama, sinds 1998 lid van de Maatschappij der Nederlandse Letterkunde in Leiden, en werd in 1999 voor zijn muzikale activiteiten benoemd tot Ridder in de Orde van Oranje-Nassau.

## Komrij over Verlooghen
Citaat uit Gerrit Komrij, Verzonken boeken:
Vormen: een boek met oe's
Een kleine plaats verdient hier het boek Oe van de Surinamer Corly Verlooghen.
Het boek is gedrukt en uitgegeven door Drukkerij Lionarons te Paramaribo in februari 1962 in een oplaag van 400 exemplaren. “Phonetisch-semantische experimenten met de oe-klank, een van de expressiefste schilderachtigste fonemen van de Nederlandse Taal, intensief gebruikt door mens en dier” staat er op de omslag. Dat dier moet een koe zijn. Nee, ik vergat de koekoek, zoals ik nu zie in de inleiding van Verlooghen, die tevens een aankondiging inhoudt van een totale hervorming der poëzie. Tien gedichten staan er in dit kleinood, waarin het goed toeven is. Goed toeven, zulke werkjes zijn besmettelijk.
De tien gedichten erin hebben als titel ‘De gloed in mijn bloed’, ‘Loeiende boeien’, ‘Ik zoem en zoen’, ‘Woef’, ‘Mijn Oe’, ‘De koe’, ‘De koekoek en de boer’, ‘Boeven naar de koepel’, ‘Het doek’ en ‘De boeman en de doeman’.
Er glimt iets als vreugde in mijn ogen op bij het lezen. De vervloekte doem die mijn bloed doorwoedt verdwijnt tenminste voor een poos bij het lezen van een vers als ‘De gloed in mijn bloed’:
Hoe valt mijn gloed U toe
met spoed heb ik U toen behoed
sinds gij woedt in mijn bloed
als vloed en overvloed
heb ik U die zo zoet mijn
bloed maakt toen gegroet
ik ken geen droef gemoed
sinds ik U als de oe oe oe
genoeg proef in mijn bloed.
Maar aan alles komt een eind, ik moet het boek toedoen.
[De integrale tekst van Verzonken boeken is te vinden in de Digitale Bibliotheek Nederlandse Letteren.]

## Over Corly Verlooghen
- Michiel van Kempen: Een geschiedenis van de Surinaamse literatuur. Breda: De Geus, 2003, deel II, pp. 665–666, 689-690, 759-760, 798-804, 916-919.
- Overzichtsartikel door Michiel van Kempen in het Kritisch Literatuur Lexicon